# Kirsten Sheridan
Kirsten Sheridan (Dublin, 14 de julho de 1976) é uma roteirista irlandesa. Foi indicado ao Oscar de melhor roteiro original na edição de 2004 pelo trabalho na obra In America, ao lado de seu pai Jim Sheridan e sua irmã Naomi Sheridan.